# Walking in the Air (chanson de Nightwish)
Pour l’article homonyme, voir Walking in the Air.
Singles de Nightwish
Sacrament of Wilderness
(1998) Sleeping Sun
(1999)
Walking in the Air est le deuxième single extrait de l'album Oceanborn du groupe finlandais Nightwish. Il est sorti en 1999. Il s'agit d'une reprise de la chanson d'Howard Blake (interprétée à l'époque par Peter Auty et George Winston), et qui était la bande originale du film d'animation Le Bonhomme de neige (The Snowman). Une des chansons préférées de Tuomas Holopainen, d'où cette reprise du groupe Nightwish dont il est le compositeur principal et claviériste.
Il n'y a pas eu de clip pour cette chanson.